# Jar Wisłoka

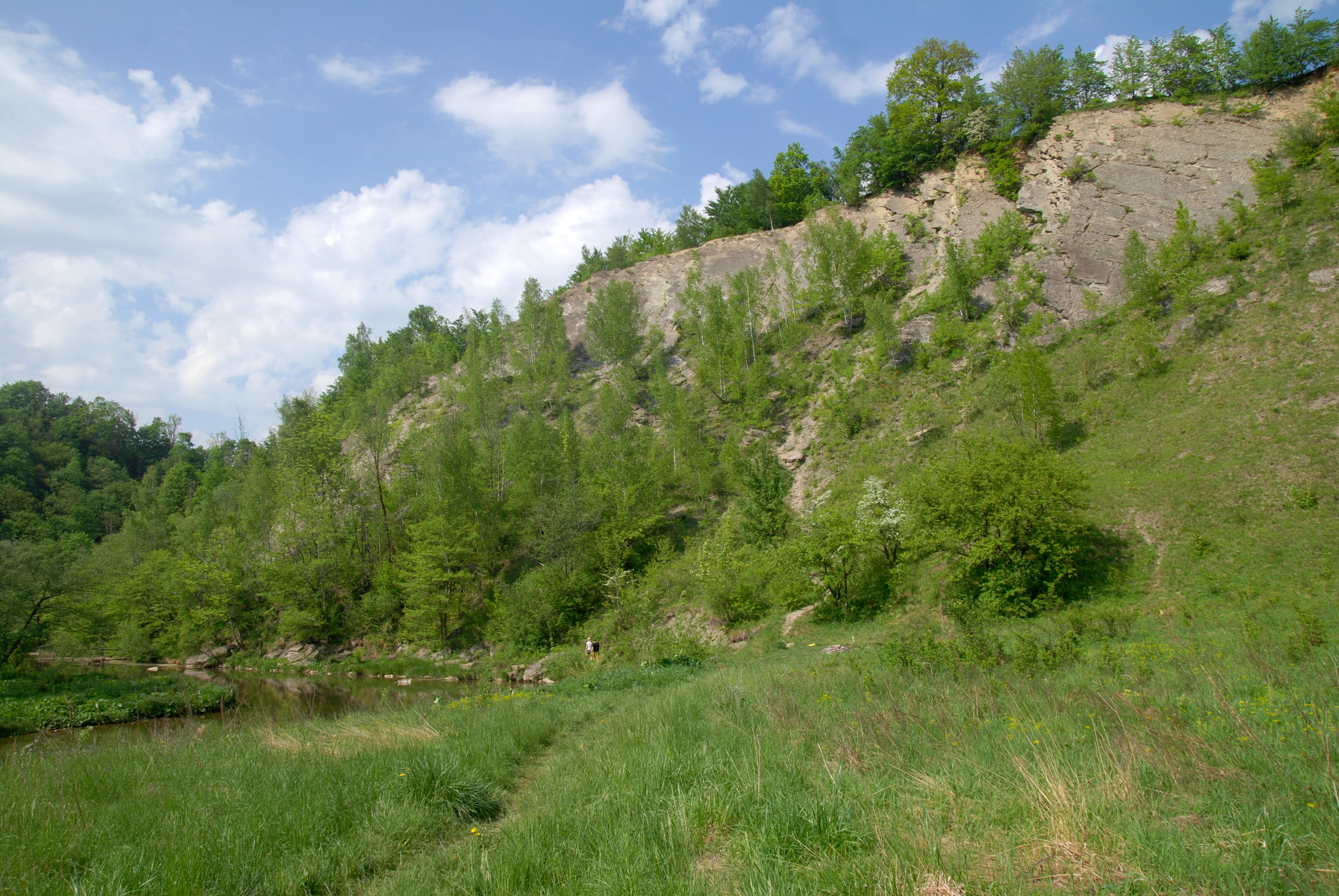
Przełom Wisłoka w Besku

Jar Wisłoka – dolina rzeki Wisłok w pobliżu Rudawki Rymanowskiej w formie wydłużonego zagłębienia o głębokości do 40 m i wąskim dnie oraz stromych zboczach u góry porośnięty lasem.
Jest formą terenu wykształconą poprzez aktywność osuwisk, związaną z korytem rzeki Wisłok. Jar ten występuje na brzegu lasu, na terenie o stromym spadku 40 m, co sprzyja postępowaniu erozyjnego działania wód rzeki. W okolicy przełomu Wisłoka w Rudawce Rymanowskiej Jar Wisłoka, będąc naturalnym składnikiem krajobrazu, stanowi jednocześnie największą w polskich Karpatach odkrywkę łupków menilitowych (tzw. Ściana Olzy, chroniona w rezerwacie przyrody). Dolina Wisłoka, w swoim przełomowych odcinku, otoczona jest wychodniami fliszu karpackiego.

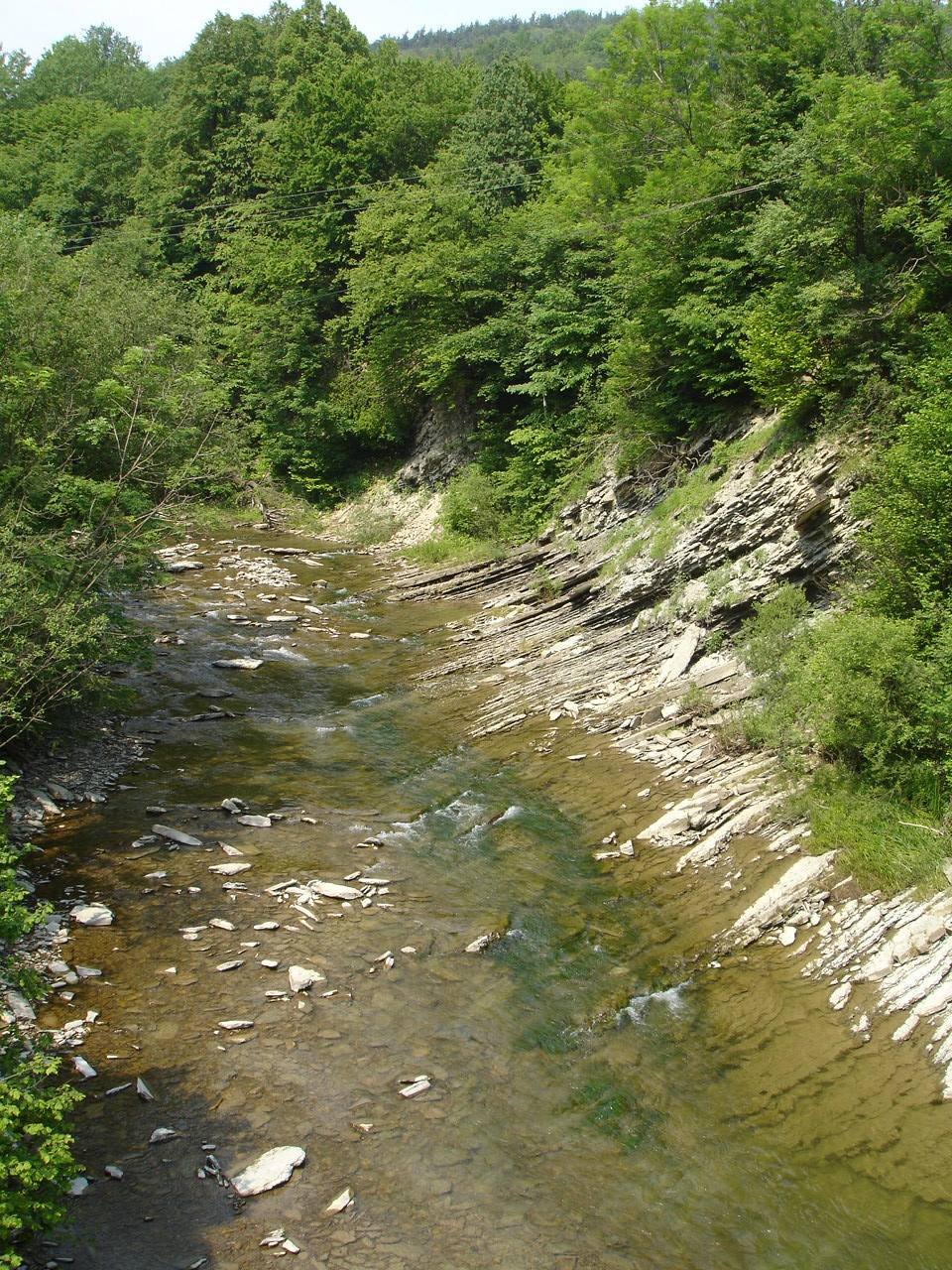
Rzeka Wisłok – widok z mostu w Puławach Dolnych w pobliżu Rudawki Rymanowskiej